# Giovanni Castiglione (1420–1460)
Giovanni Castiglione (ur. w 1420 w Mediolanie, zm. 14 kwietnia 1460 w Maceracie) – włoski kardynał.

## Życiorys
Urodził się w 1420 roku w Mediolanie, jako syn Maffiola Castiglionego i Angeli Lampugnani. W młodości został protonotariuszem apostolskim. 2 września 1444 roku został biskupem Coutances. Trzy lata później mianowano go legatem w Anglii. W 1453 roku został przeniesiony do diecezji Pawii. Był także legatem w Niemczech i brał udział w Sejmach Rzeszy w Ratyzbonie i Frankfurcie, gdzie promował pomysł wojny przeciwko Turkom. W 1456 roku został legatem przy cesarzu. 17 grudnia 1456 roku został kreowany kardynałem prezbiterem i otrzymał kościół tytularny San Clemente. Zmarł 14 kwietnia 1460 roku w Maceracie.